# 埃亞赫河 (安珀河支流)
47°47′01.68″N 11°06′27.49″E / 47.7838000°N 11.1076361°E

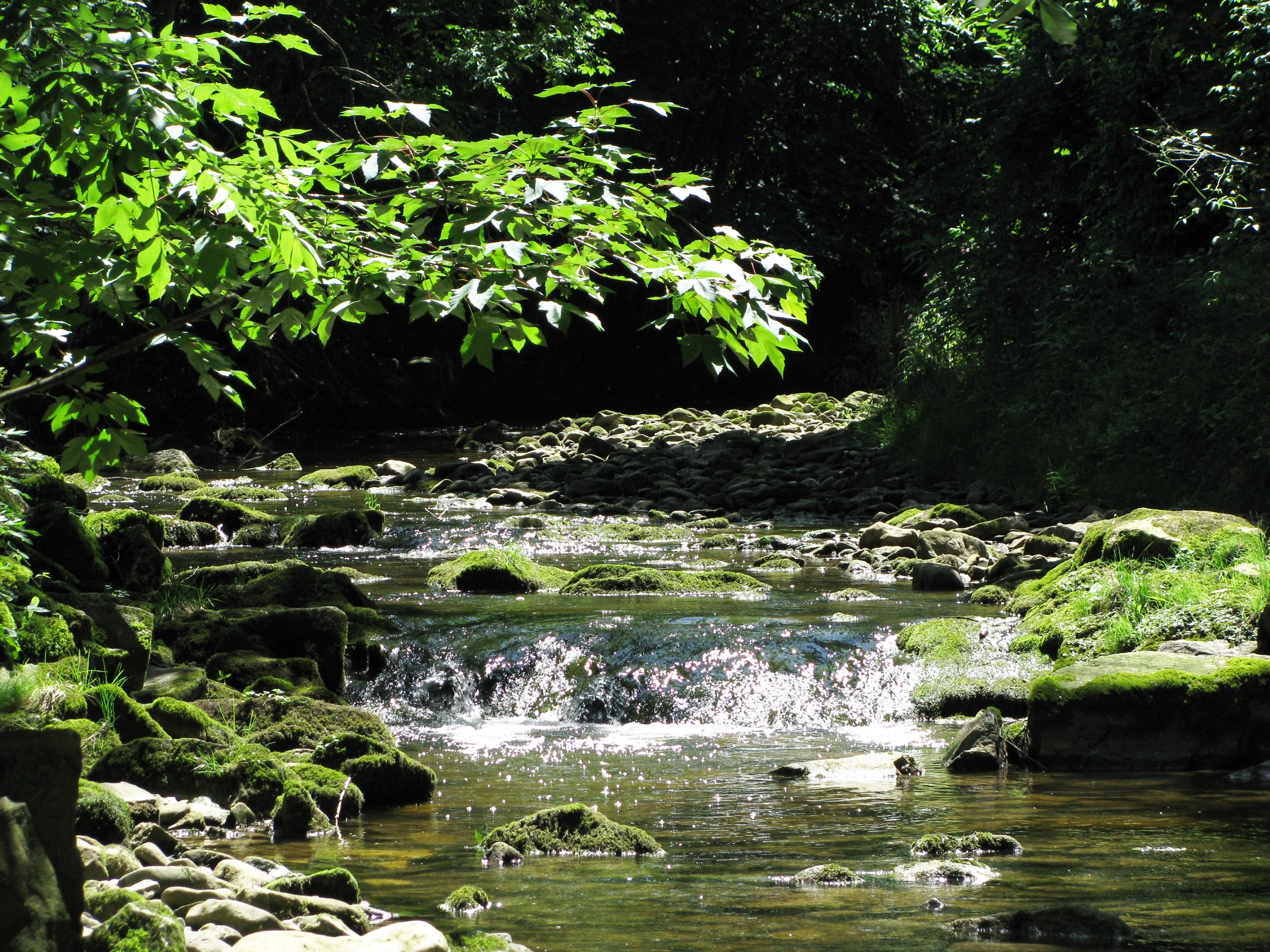

埃亞赫河是德國的河流，位於該國東南部，由巴伐利亞負責管轄，屬於安珀河的右支流，河道全長13.9公里，發源自伯賓以東，流經魏爾海姆-雄高縣。